# Ausgleichsfeder (Fahrwerk)
Die Ausgleichsfeder ist ein zusätzliches Federelement im Fahrwerk eines Automobils, das die an zwei Rädern anliegende Federkraft über ein Gelenk miteinander koppelt. So ist es überwiegend nur beim gleichseitigen Ein- und Ausfedern des Fahrzeugkörpers wirksam und behindert dessen seitliche Wankbewegung nicht. Damit die Federrate beim Ein- und Ausfedern unverändert bleibt, werden die Hauptfedern entsprechend weicher gemacht. Die Funktion der Ausgleichsfeder ist umgekehrt zu der eines Stabilisators.
Bei Fahrzeugen mit hinterer Pendelachse und Hinterradantrieb verringert eine Ausgleichsfeder an der Hinterachse die Neigung zum Übersteuern im Grenzbereich, indem das Federungsmoment vermehrt an der Vorderachse abgestützt, und die Radlastdifferenz an der Hinterachse verringert wird. Letztere ist eine Folge des hohen Rollzentrums der Pendelachse, bei der derjenige Teil des Moments aus Fliehkraft und Schwerpunktshöhe, das nicht über die Federn abgestützt wird, bereits zu groß ist. Durch die Ausgleichsfeder wird zusätzlich der „Aufstützeffekt“ reduziert, der ebenfalls eine Folge des hohen Rollzentrums und dessen Abhängigkeit vom Federweg ist.
Eine Ausgleichsfeder hatten unter anderem folgende Modelle:
- der VW Käfer mit Zweigelenk-Pendelachse ab August 1966 als Drehstabfeder (z-förmig abgewinkelt: Z-Stab)
- der Porsche 356 ab 1959 und der Chevrolet Corvair 1964, beide mit Zweigelenk-Pendelachse als Querblattfeder,
- der Mercedes-Benz W110 mit Eingelenk-Pendelachse als Schraubenfeder am zentralen Hinterachsgelenk,
- der Mercedes-Benz W108 mit Eingelenk-Pendelachse als gashydraulische Baueinheit mit Niveau-Ausgleich am Hinterachsgelenk

## Pendelachse mit Blatt-Ausgleichsfeder
Die einfachste Form der Ausgleichsfeder ist eine parallel zur Pendelachse liegende Blattfeder, die sich mittig über ein Gelenk am Fahrzeugaufbau abstützt, so dass sie um die Fahrzeuglängsachse drehbar bleibt. Das Gelenk kann zum Beispiel unten mit dem Gehäuse des Differentialgetriebes verbunden sein. Die Enden der Blattfeder wirken auf die beiden Pendelachshälften und mindern das Einfedern der beiden Halbachsen in gleichen Maß. Beim Wanken des Fahrzeugaufbaus folgt die Ausgleichsfeder der Bewegung der Halbachsen, indem sie sich in ihrem mittigen Stützlager dreht, sodass sich der Verformungszustand der Blattfeder nicht ändert.